# アンドレ・グライペル
アンドレ・グライペル（André Greipel、1982年7月16日- ）は、ドイツ・ロストック出身の自転車競技選手。

## 経歴
2006年、T-モバイル（後の HTC - ハイ・ロード）に移籍。
2008年、ジロ・デ・イタリアに出場。区間優勝を十分に狙える脚を持ちながら、最終発射台としてエースのマーク・カヴェンディッシュの区間2勝に貢献。すると、終盤の第17ステージにおいて完璧な仕事をしたトレインの最終発射台として最終直線で先頭に出ると、追走するカヴェンディッシュは後方を牽制しながら速度を緩め、そのまま見事な仕事をしていたグライペルに勝利を譲った。しかしこのジロ限りでマーク・カヴェンディッシュとともに同チームから出場することはなくなった。
2009年、ブエルタ・ア・エスパーニャで並み居る強豪スプリンターたちを抑え、ポイント賞と区間4勝を獲得。
2011年、チーム・HTC-コロンビアでは充分な機会が与えられないことを不満に思い、オメガファーマ・ロットに移籍。同年、初出場したツール・ド・フランスにてカヴェンディッシュを破り第10ステージで優勝。
2012年、ツールではカヴェンディッシュに加えスロバキアの超新星、ペーター・サガンとの区間争いとなり、3人の中では最年長ながら区間3勝をあげた。
2013年はドイツチャンピオンとしてツールに参戦。序盤のスプリントステージで昨年の三つ巴合戦になり、第6ステージでサガンを抑えて優勝。しかし、その後のスプリントステージでは同胞の若手マルセル・キッテルの後塵を拝し続け、結局区間1勝に終わった。
2014年、ドイツ選手権を連覇し臨んだツールでは、昨年大ブレークしたキッテルに苦戦するも、キッテルがトラブルで遅れていたとはいえ、第6ステージで意地の勝利をあげた。
2015年はジロに出場。マイケル・マシューズやエリア・ヴィヴィアーニら若い世代が活躍するなか第6ステージで優勝。その後、ツールに備えリタイア。
ドイツ選手権3連覇とはいかなかったが、ツールでは最初のスプリントステージである第2ステージでサガンを僅かに交わして優勝。念願のマイヨ・ヴェールに袖を通す。第5ステージでもサガンの猛烈な追い上げを封じて2勝目をあげる。
ピレネー山脈ステージを終え、久々のスプリントステージとなった第15ステージでは、サガン、アレクサンダー・クリストフ、ヨーン・デーゲンコルプの追撃を抑え3勝目を勝ち取る。そして、スプリンターが最も欲するタイトルの1つであるパリ・シャンゼリゼの勝利を目指し最終第21ステージへ。ブリアン・コカールの急激な猛加速をも抑え、区間4勝、シャンゼリゼでの勝利を飾り、グライペルにとって最高ともいえるツールとなった。
2016年は昨年と同じくジロとツールに出場。ジロでは中盤までにポイント賞ジャージと区間3勝を獲得していたが昨年同様ツールのためリタイア。ツールでは復活したカヴェンディッシュやロンド・ファン・フラーンデレンを制した好調サガンの前に苦戦。しかし最終第21ステージでは2年連続で優勝し、何とかグランツール連続出場ステージ優勝記録を更新した。
2017年は100回記念大会となったジロに3年連続出場。しかしコロンビアの新星フェルナンド・ガビリアの強さに屈し続けるも、第2ステージで優勝し、1日だけながら、初めてマリア・ローザを着用した。
ツールでは好調なキッテルの力にグライペルだけでなく他のスプリンターたちも圧倒されてきたが、当のキッテルが第17ステージでリタイアしたため、シャンゼリゼで3年連続優勝を狙ったもののディラン・フルーネヴェーヘンに僅かに届かず、区間優勝なしのツールとなった。それと同時に、グランツール連続出場ステージ優勝記録が12で途絶えた。
2020年は成績が振るわず、プロ入り以降初となる年間0勝に終わった。
2021年は2勝を挙げ、最後のレースとなったシュパルカセン・ミュンスターラント・ジロでは終盤まで先頭集団で優勝争いに加わったが、最終的に10位となり現役選手生活に終止符を打った。

## 特徴
強力なスプリント力を持つ、典型的なスプリンタータイプの選手。チームHTC-コロンビア在籍時代の2009年にはチーム内2位の20勝をマークし、チーム内1位の26勝を上げたマーク・カヴェンディッシュと並ぶチームHTC-コロンビアのスプリンター2枚看板として、ステージレースにおける区間優勝ハンターとして活躍していた。リドレーの製品開発にも協力している。

## エピソード
- 2017年のツールの応援歌として、自身の愛称であるゴリラにちなみ『GO GORILLA』という曲を自ら歌っている[1]。

## 主な戦績

### 2005年
- デンマーク・ルント 区間1勝

### 2007年
- ザクセン・ツアー 区間2勝(第1，2)

### 2008年
- ツアー・ダウンアンダーでは、総合優勝及びポイント賞を獲得した他、区間4勝（第2、4、5、6）を挙げた。
- 初出場となったジロ・デ・イタリアでは第17ステージを勝利（総合133位）
- オーストリア一周 区間1勝(第4)
- ザクセン・ツアー 区間2勝(第1，3)
- エネコ・ツアーでは総合5位（区間1勝=第2）に入った。
- ドイツ・ツアー 区間1勝(第4)
- カンピウンスハップ・ファン・フラーンデレン 優勝
- ミュンスターラント・ギーロ 優勝

### 2009年
- 連覇を狙ったツアー・ダウンアンダーでは区間1勝（第1）を挙げるも、落車で途中棄権。
- ダンケルク4日間レース 区間1勝(第6)
- バイエルン一周 区間3勝(第1，3，5)
- ノイゼーン・クラシクス - ルント・ウム・ディー・ブラウンコーレ 優勝
- フィラデルフィア・インターナショナル・チャンピオンシップ 優勝
- ステル・エレクトロトゥール 区間3勝(第2，3，5)
- オーストリア一周 区間3勝(第1，6，8)
- ザクセン・ツアー 区間1勝(第1)
- ツール・ド・ポローニュ 区間1勝（第7）
- ブエルタ・ア・エスパーニャでは第4、5、16、21ステージで勝利をあげ、ポイント賞を獲得した（総合107位）。
- パリ〜ブールジュ 優勝

### 2010年
- ツアー・ダウンアンダーにおいて、全区間で首位をキープ。また区間3勝（第1、2、4）を挙げ総合優勝を果たした。
- トロフェオ・マガリュフ＝ パルマノバ 優勝
- ヴォルタ・アン・アルガルヴェ 区間1勝(第2)
- ルント・ウム・ケルン 2位
- ツアー・オブ・ターキー 区間5勝(第1，2，5，6，8) 総合8位
- ジロ・デ・イタリア 第18ステージ勝利
- オーストリア一周 区間2勝(第1，6)
- ツール・ド・ポローニュ 区間2勝（第2、7）
- スパルカッセン・ジロ・ボーフム 3位
- ヴァッテンフォール・サイクラシックス 3位
- エネコツアー 区間2勝(第2，6)
- ツアー・オブ・ブリテン 区間3勝(第1，6，8)

### 2011年
- ツアー・ダウンアンダー 総合7位

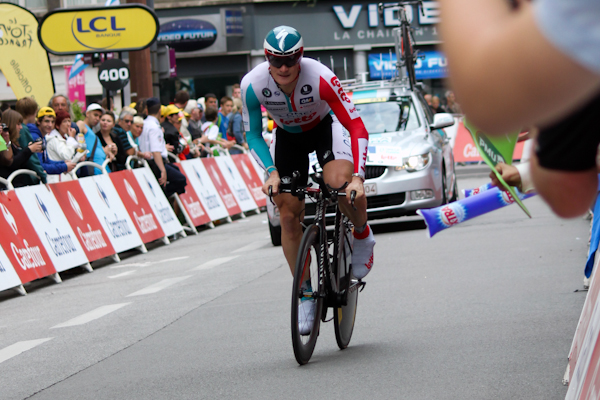
初出場したツール・ド・フランス2011にて

- ヴォルタ・アン・アルガルヴェ 区間1勝(第4)
- クールネ〜ブリュッセル〜クールネ 3位
- ヘント〜ウェヴェルヘム 4位
- デ・パンネ3日間 区間1勝(第1)
- ツアー・オブ・ターキー 区間1勝(第6)
- ツール・ド・ベルギー 区間2勝(第1、4)
- ツール・ド・フランス 区間1勝（第10）
- エネコ・ツアー 区間2勝（第1、2）
- メモリアル・リック・ファン・ステーンベルヘン 2位
- カンピウンスハップ・ファン・フラーンデレン 2位
- 世界選手権・個人ロードレース 3位

### 2012年

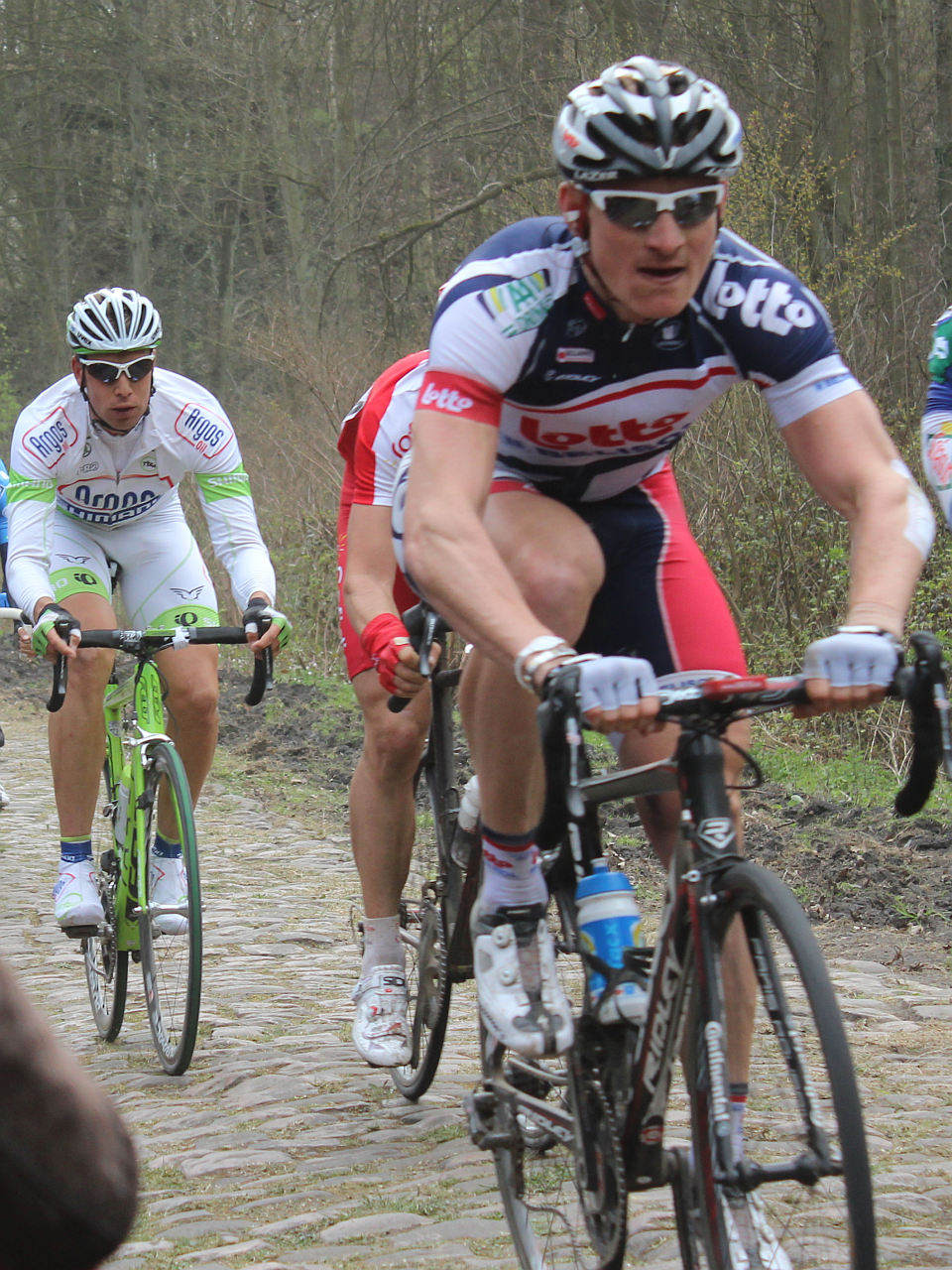
パリ～ルーベ2012にて

- ツアー・ダウンアンダー 区間3勝（第1、3、6）
- ツアー・オブ・オマーン 区間2勝（第1、4）
- ツアー・オブ・ターキー 区間1勝(第2)
- ツール・ド・ベルギー 区間3勝(第1，2，3)
- ツール・ド・ルクセンブルク 区間2勝(第1，2)
- プロレース・ベルリン 優勝
- ステル・エレクトロトゥール 区間1勝(第2)
- ツール・ド・フランス
  - 区間3勝（第4、5、13）
  - ポイント賞部門 2位
- デンマーク一周 区間2勝(第1，2)
- ヴァッテンフォール・サイクラシックス 2位
- グランプリ・アンパニ＝ファン・ペテヘム 優勝

### 2013年

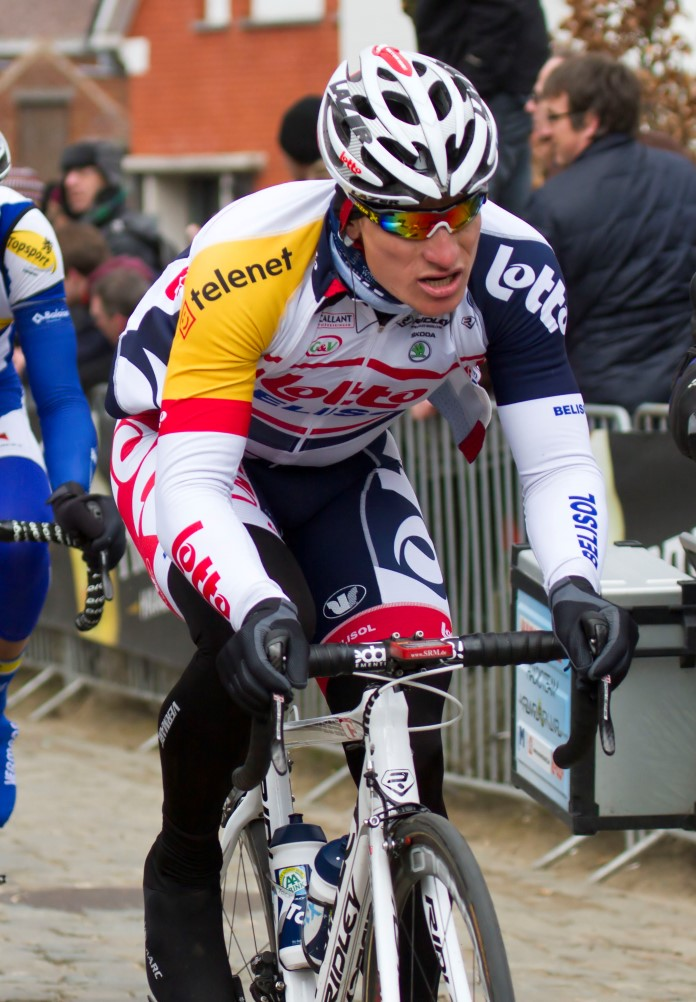
ロンド・ファン・フラーンデレン2013にて

- ツアー・ダウンアンダー 区間3勝(第1、4、6)
- ツール・メディテラネアン 区間1勝(第1)
- ツアー・オブ・ターキー 区間2勝(第4，5)
- ルント・ウム・デン・フィナンツプラッツ・エシュボルン＝フランクフルト 3位
- ツール・ド・ベルギー 区間2勝(第1，2)
- ロンド・ファン・ゼーラント・シーポート 優勝
- ドイツ選手権 ロードレース 優勝
- ツール・ド・フランス
  - 区間1勝(第6)

### 2014年
- ツアー・ダウンアンダー 区間2勝(第4、6)
- ツール・ド・ベルギー 区間1勝(第4)
- ツール・ド・ルクセンブルク 区間2勝(第1、4)
- ドイツ選手権 ロードレース 優勝
- ツール・ド・フランス　区間1勝(第6)
- シュパルカセン・ミュンスターラント・ギーロ 優勝

### 2015年
- パリ～ニース　区間優勝 （第2ステージ）

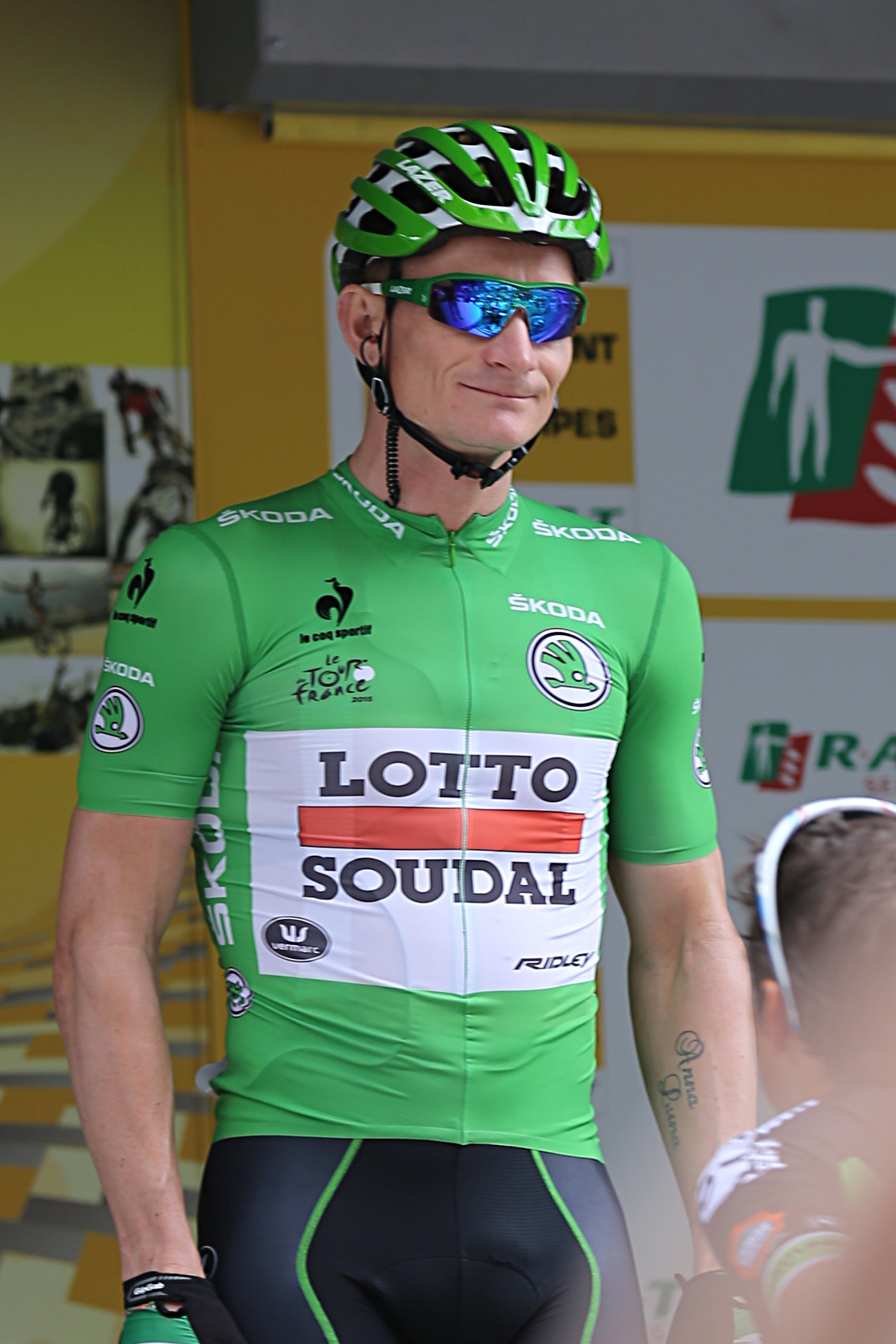
ツール・ド・フランス2015にて

- ツアー・オブ・ターキー　区間優勝 (第4ステージ)

- ジロ・デ・イタリア　区間1勝（第6）
- ツール・ド・ルクセンブルク　 ポイント賞　区間優勝 (第1,3ステージ)
- ツール・ド・フランス　区間4勝（第2・5・15・21）ポイント賞部門 2位
- エネコ・ツアー　 ポイント賞　区間優勝 (第2ステージ)
- ヴァッテンフォール・サイクラシックス　優勝
- ツアー・オブ・ブリテン　区間優勝 (第7ステージ)

### 2016年
- スヘルデプライス　3位

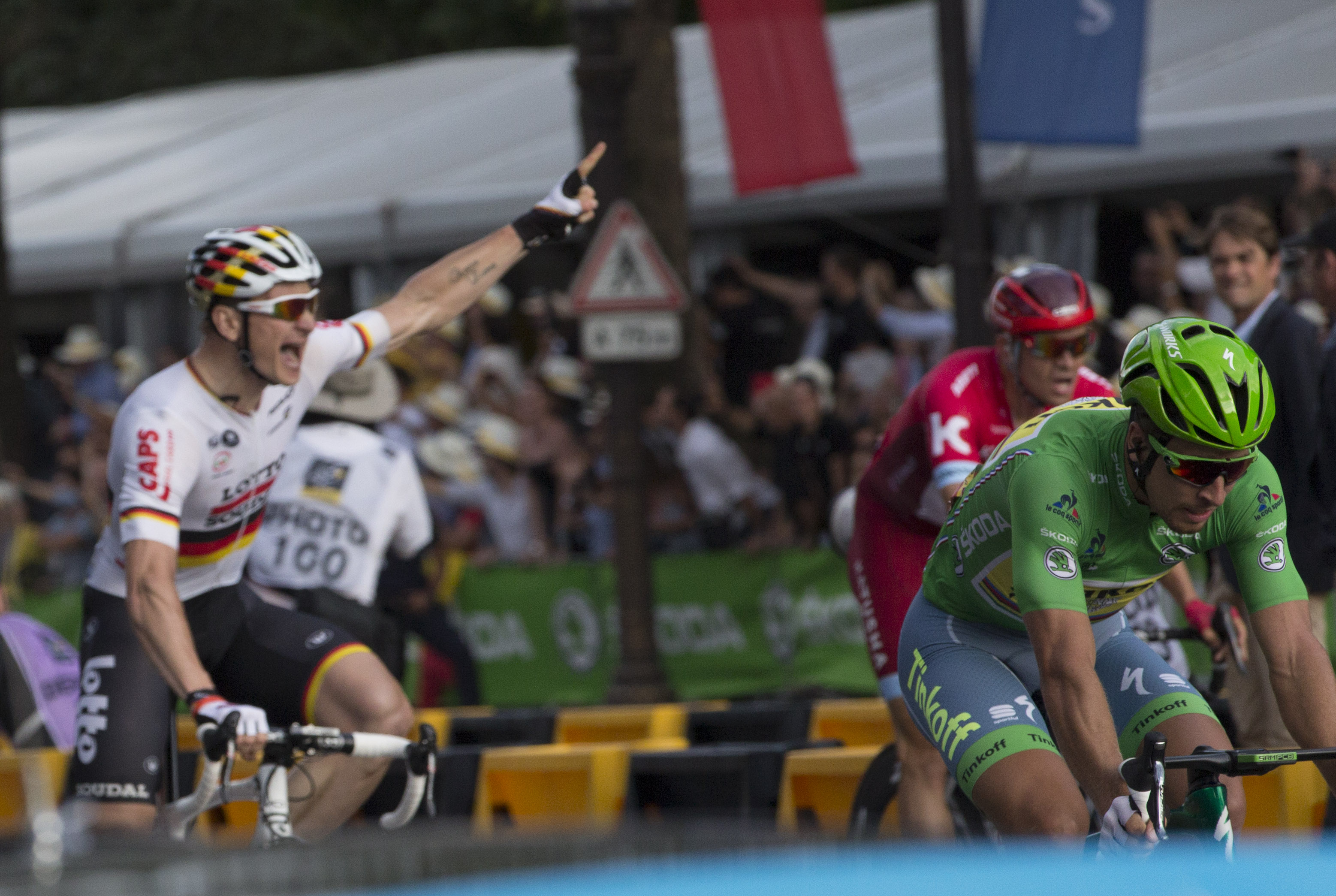
ツール・ド・フランス2016にて

- ツアー・オブ・ターキー　区間優勝 (第3ステージ)
- ジロ・デ・イタリア　区間優勝 (第5，7，12ステージ)
- ツール・ド・ルクセンブルク　区間優勝 (第1ステージ)
- ドイツ選手権　ロードレース 優勝

- ツール・ド・フランス　区間優勝（第21ステージ）

### 2017年
- チャレンジ・ブエルタ・ア・マリョルカ　優勝（第1戦）
- ヴォルタ・アン・アルガルヴェ　区間優勝（第4ステージ）
- パリ～ニース　区間優勝（第5ステージ）
- ジロ・デ・イタリア　区間優勝（第2ステージ）

### 2018年
- ツアー・ダウンアンダー 区間優勝（第1,6ステージ）
- ダンケルク4日間レース　区間優勝（第2,5ステージ）
- バロワーズ・ベルギー・ツアー　区間優勝（第1,2ステージ）
- ツアー・オブ・ブリテン　区間優勝（第1,4ステージ）

### 2019年
- ラ・トロピカル・アミサ・ボンゴ　区間優勝（第6ステージ）

### 2021年
- トロフェオ・アルカディア 〜 ポルト・ダルカディア 優勝
- ブエルタ・ア・アンダルシア 区間優勝（第4ステージ）